# Copa Milk
La SuperCupNI Dale Farm o conocida antiguamente como Copa Milk es una competencia futbolística internacional de jóvenes que se celebra anualmente en Irlanda del Norte, los partidos de la copa se realizan principalmente en el área de la costa norte de este país, con partidos que tienen lugar en las ciudades de Portrush, Portstewart, Castlerock, Limavady, Coleraine, Ballymoney, Ballymena y Broughshane.

## Historia
Comenzó en el año 1983 con 16 equipos participantes de menos de 16 años. El Motherwell F.C. de Escocia fue el primer ganador de la copa, que fue fundada por Jim Weir, Victor Leonard y Bertie Peacock. La competición se amplió en 1985, incluyendo la Sub-14 o sección (Junior) y se introdujo en 1985 siendo el primer equipo campeón el Rangers FC de Escocia. La competencia en ambos niveles ha crecido en tamaño a lo largo de los años, cada vez que viajan más equipos de otros continentes a competir. La sección 19 (Elite) se introdujo en 1995 con la Selección de fútbol de Gales como los primeros ganadores. Tradicionalmente, las finales se juegan en el estadio The Showgrounds, recinto del Coleraine Football Club. Futbolistas de la talla de Charlie Davies, Jonathan Spector, Paul Scholes, Wayne Rooney y David Beckham han participado en el torneo. Para celebrar bodas de plata de la competición, se disputó un partido amistoso entre Irlanda del Norte y el cuatro veces menor o (Junior) el Everton FC de Inglaterra en el estadio Coleraine Showgrounds el 14 de julio de 2007, donde se impuso el equipo inglés 2-0.
Una de las piezas clave para el Torneo de Fútbol Juvenil de Irlanda del Norte es la inclusión de seis equipos representativos de cada condado de Irlanda del Norte el Country Antrim, Armagh, Abajo, Fermanagh, Derry y Tyrone. Este sistema permite a los jugadores jóvenes de toda la provincia para competir contra equipos que son potencia en su categoría. En octubre de 2013, el Torneo de Fútbol Juvenil de Irlanda del Norte junto con el comité organizador y patrocinadores principales Dairy Council publicó una declaración conjunta que indicó que el Consejo de Productos Lácteos iba a retirar el patrocinio. En febrero de 2014, los organizadores anunciaron que la competencia sería patrocinado por la empresa con sede en Belfast, Reino Unido, "Dale Farm" y que la competencia sería conocido "Dale Farm Milk Cup" por razones de patrocinio. Desde el 2016 se conoce como la SuperCupNI. 
El 27 de julio de 2014 en un partido entre el Dublin North y el Manchester United debutó el jugador más joven en el torneo llamado Killian Phillips que jugaba para el Dublin North a la edad de 12 años y 119 días.
- Elite - 20 años - equipos nacionales
- Premier - Menos de 17 años - clubes y equipos nacionales
- Junior - Menos de 15 años - clubes y equipos nacionales

## Palmarés
| Año  | Elite             | Premier                       | Junior                        |
| ---- | ----------------- | ----------------------------- | ----------------------------- |
| 1983 | Desde 1995        | Motherwell F.C.               | Desde 1985                    |
| 1984 | Desde 1995        | Rangers F.C.                  | Desde 1985                    |
| 1985 | Desde 1995        | Newcastle United F.C.         | Rangers F.C.                  |
| 1986 | Desde 1995        | Dundee United F.C.            | Craigavon United F.C.         |
| 1987 | Desde 1995        | Crewe Alexandra Football Club | Dundee United F.C.            |
| 1988 | Desde 1995        | Liverpool F.C.                | Home Farm F.C.                |
| 1989 | Desde 1995        | Newcastle United F.C.         | Dungannon Swifts F.C.         |
| 1990 | Desde 1995        | Tottenham Hotspur F.C.        | Crewe Alexandra Football Club |
| 1991 | Desde 1995        | Manchester United F.C.        | Norwich City F.C.             |
| 1992 | Desde 1995        | Rangers F.C.                  | Norwich City F.C.             |
| 1993 | Desde 1995        | Cherry Orchard F.C.           | Eslovaquia                    |
| 1994 | Desde 1995        | Heart of Midlothian F.C.      | Middlesbrough F.C.            |
| 1995 | Gales             | Rusia                         | Everton F.C.                  |
| 1996 | Turquía           | Tottenham Hotspur F.C.        | West Ham United F.C.          |
| 1997 | Irlanda del Norte | Middlesbrough F.C.            | West Ham United F.C.          |
| 1998 | Turquía           | Chile                         | Crewe Alexandra Football Club |
| 1999 | Brasil            | Crewe Alexandra Football Club | Manchester City F.C.          |
| 2000 | Chile             | Turquía                       | Charlton Athletic F.C.        |
| 2001 | México            | Paraguay                      | Norwich City F.C.             |
| 2002 | Paraguay          | Leeds United Football Club    | Everton F.C.                  |
| 2003 | Paraguay          | Manchester United F.C.        | Racing Club                   |
| 2004 | Turquía           | Heart of Midlothian F.C.      | Maccabi Haifa F.C.            |
| 2005 | Estados Unidos    | FC Barcelona                  | Lyngby Boldklub               |
| 2006 | Paraguay          | Spartak Moscow                | Swindon Town F.C.             |
| 2007 | Israel            | Fluminense                    | Club Deportivo Guadalajara    |
| 2008 | Irlanda del Norte | Manchester United             | Everton                       |
| 2009 | Irlanda del Norte | Manchester United             | Everton                       |
| 2010 | Estados Unidos    | Étoile Lusitana               | Chelsea                       |
| 2011 | Dinamarca         | Aspire Academy                | Everton                       |
| 2012 | México            | Desportivo Brasil             | Brentford FC                  |
| 2013 | México            | Manchester United             | Everton                       |
| 2014 | Irlanda del Norte | Manchester United             | Corinthians                   |
| 2015 | No se disputó     | County Antrim                 | Academia Right to Dream       |
| 2016 | No se disputó     | O'Higgins                     | Everton                       |

Jugadores internacionales comenzaron a despuntar en este torneo, algunos casos son: Joe Cole, David Beckham, Wayne Rooney, Steve McManaman, Peter Crouch, Ryan Giggs, Belozoglu Emre, Gary Neville, Joey Barton, Michael Carrick, Craig Bellamy, James Milner, Hirving Lozano o Michael Owen.

## Televisión
Algunos partidos de la Copa Milk son retransmitidos por el canal televisivo BBC Two Northern Ireland.